# Groupe de l'Union pour la démocratie et le progrès
Ne doit pas être confondu avec Union pour la démocratie et le progrès.
Le Groupe de l'Union pour la démocratie et le progrès (en arabe : ريق الاتحاد من أجل الديمقراطية والتقدم) est un groupe parlementaire à l'Assemblée nationale de Mauritanie. Il est créé après que l'Union pour la démocratie et le progrès (UDP) obtiennent dix sièges aux élections législatives mauritaniennes de 2023, soit trois de plus que ce qui est nécessaire pour former un groupe parlementaire.

## Liste des présidents
| Nom                | Début        | Fin      |
| ------------------ | ------------ | -------- |
| Naha Mint Mouknass | 26 juin 2023 | en cours |

## Historique des membres
| Année | Sièges   | +/-           | Notes |
| ----- | -------- | ------------- | ----- |
| 2023  | 10 / 176 | en stagnation |       |